# Мебендазол
Мебендазол е бензимидазолов препарат с антихелминтно действие.

## Фармакологично действие
Той се свързва специфично с клетъчния албумин и блокира неговата полимеризация в паразитите. В резултат на това настъпват необратими дегенеративни процеси до степен на клетъчна автолиза.
Препаратът е активна субстанция в медикаменти, където сам или в комбинация с други съединения, може да се използва за лечение на:
- острици (Enterobius vermicularis);
- власоглав червей (Trichuris trichiura);
- голям кръгъл червей (Ascaris lumbricoides);
- анкилостома (Ancylostoma duodenale, Necator americanus);
- Strongyloides stercoralis;
- тения (Taenia spp.).